# Cleóbulo (poeta)
Cleóbulo (em latim: Cleobulus) foi um erudito romano do século IV. Egípcio, era poeta e um didáscalo de alegado conhecimento moderado que lecionou em Antioquia entre 358 e 360. Em 358, o sofista Libânio escreveu para o prefeito augustal Parnásio e para um sobrinho de Clearco. Em 359, teria envolvido-se num litígio e Libânio intercedeu em seu nome ao lado de Clearco 1, Temístio, que era seu amigo, e Higiênio. Em 359/360, Libânio enviou uma carta para Bassiano solicitando um favor para Cleóbulo, que fora seu primeiro professor. Sabe-se pelas epístolas de Libânio que Cleóbulo conhecia o coríntio Aristófanes.